# A Collection of Michael Jackson's Oldies
A Collection of Michael Jackson's Oldies es un álbum recopilatorio del cantante estadounidense Michael Jackson. Fue lanzado el 8 de diciembre de 1972 por Motown Records. Es el primer álbum recopilatorio de Michael Jackson y contiene canciones de Michael Jackson y de The Jackson 5 que hicieron entre 1969 y 1972. Sólo fue publicado en los Estados Unidos.

## Lista de canciones
Cara uno:
1. «I Want You Back» (The Corporation)
2. «ABC» (The Corporation)
3. «The Love You Save (The Corporation)
4. «2-4-6-8» (Jones/Sawyer)
5. «I'll Be There» (Gordy/West/Davis/Hutch)
6. «Goin' Back to Indiana» (The Corporation)
7. «Mama's Pearl» (The Corporation)
8. «Can I See You in the Morning»

Cara dos:
1. «Got to Be There» (Willensky)
2. «Maria (You Were the Only One)» (Brown/Glover/Gordy/Story)
3. «Ain't No Sunshine» (Withers)
4. «Rockin' Robin» (Thomas)
5. «I Wanna Be Where You Are» (Ware/Ross)
6. «Shoo-Be-Doo-Be-Doo-Da-Day» (Cosby/Moy/Wonder)
7. «People Make the World Go Round» (Bell/Creed)
8. «The Greatest Show on Earth» (Larson/Marcellino)
9. «Ben» (Black/Scharf)

- Datos: Q2610358